# Rangen in de zeevaart
Rangen in de zeevaart zijn binnen de koopvaardij de benamingen binnen de hiërarchie voor de werkverdeling op een zeegaand schip. De verdeling valt uiteen in drie hoofdgroepen, een nautische groep, een technische groep en een civiele groep.

## Lijst van functies
| Nautische afdeling Officieren Kapitein Eerste stuurman Tweede stuurman Derde stuurman Vierde stuurman Leerling Onderofficieren Bootsman Timmerman Kabelgast Kwartiermeester Baksmeester Pompman, aan boord van een tanker Niet-officieren Volmatroos Matroos Lichtmatroos Bakszeuntje | Technische afdeling Officieren Hoofdwerktuigkundige , ook meester genoemd Tweede WTK Derde WTK Vierde WTK Vijfde WTK Reefer WTK, aan boord van een koelschip ETO ( electro technical officer ) Leerling Onderofficieren Elektricien Bankwerker Niet-officieren Motorman Poetser Fitter Olieman Ketelbink | - Hofmeester - Tweede hofmeester - Chef-kok - Kok - Bakker - Bediende - Koksmaat (leerlingkok) - Koksjongen |

## Andere invulling
De stuurman- en werktuigkundigefuncties worden ook wel gecombineerd onder de naam maritiem officier, marof. Indien deze functie bestaat, zijn er eerste, tweede, derde en vierde marofs, ook wel afgekort als MO.
Deze indeling geldt niet voor de visserij en de marine.